# Brunnenviertel

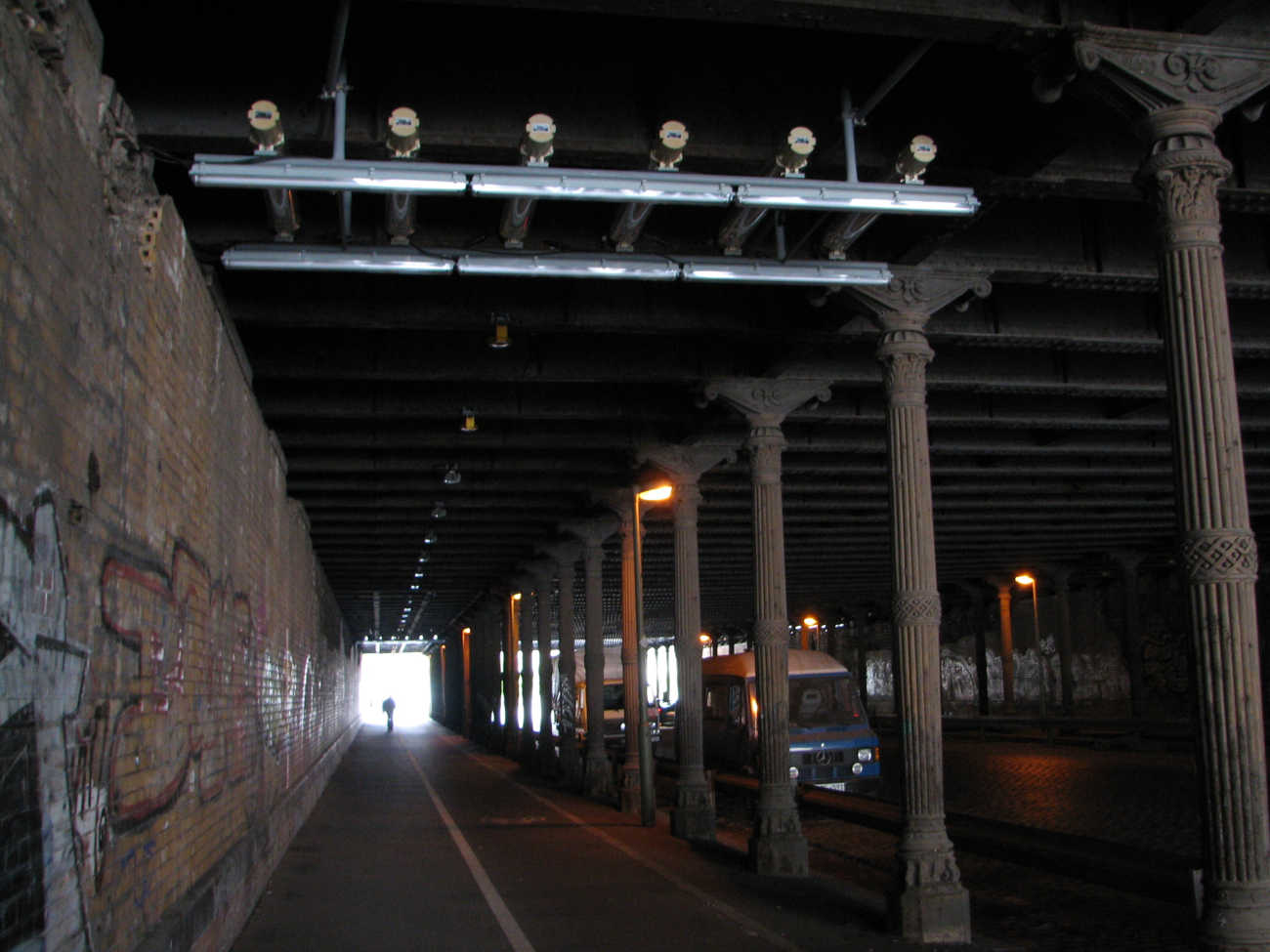
Der Gleimtunnel – durch die Berliner Mauer geschlossen, heute beliebter Ort für Lichtinstallationen

Das Brunnenviertel ist ein Wohnquartier im Berliner Ortsteil Gesundbrunnen des Bezirks Mitte. Sein Erscheinungsbild ist maßgeblich durch die Flächensanierung im Sanierungsgebiet Wedding Brunnenstraße (SWB) von 1964 bis 1990 als Teil der Stadterneuerung Berlin geprägt.

## Namensgebung
Den Namen Brunnenviertel prägte die Wohnungsbaugesellschaft Degewo im Jahr 2000 nach einer Anwohnerbefragung. Unter fast 50 Vorschlägen lagen die Bezeichnungen Nordkreuz und Brunnenviertel weit vor anderen Einreichungen. Ein von der Degewo initiierter Stadtteilverein wählte im selben Jahr Brunnenviertel als Vereinsnamen. Auch die zwei 2005 vom Berliner Senat eingerichteten Quartiersmanagements übernahmen das Wort ‚Brunnenviertel‘ in die Eigenbezeichnung.

## Lage

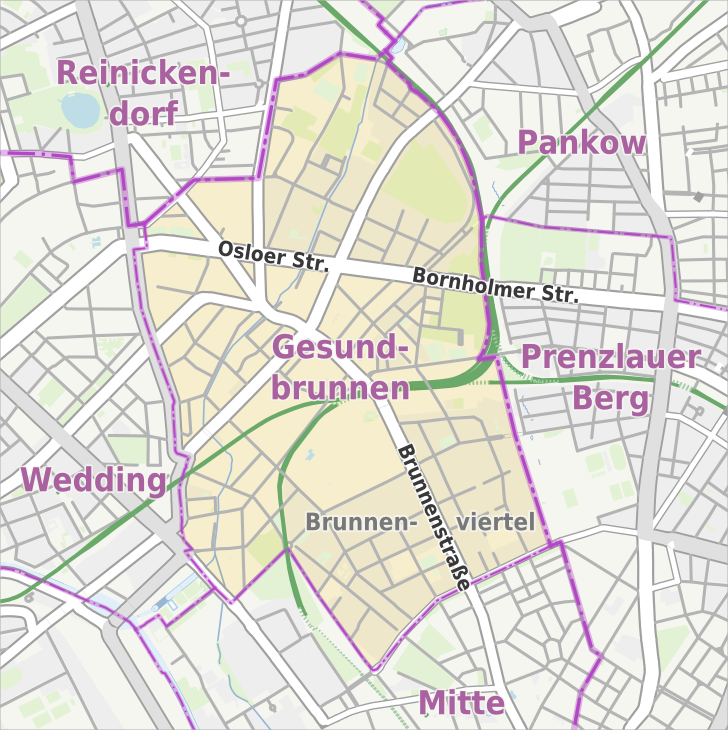
Lage des Brunnenviertels im heutigen Ortsteil Gesundbrunnen

Die Ortslage befindet sich zwischen der Bernauer Straße und dem Bahnhof Berlin Gesundbrunnen beiderseits der Brunnenstraße. Das Viertel wird an drei Seiten von ehemaligen oder noch betriebenen Bahnanlagen begrenzt: Im Norden von der Ringbahn; im Osten von den ehemaligen Gleisanlagen und dem Bahndamm der Berliner Nordbahn, die von 1961 bis 1989 den Grenzverlauf der Berliner Mauer darstellten und heute als Mauerpark genutzt werden; im Westen schließlich von den ehemaligen Bahnanlagen der Stettiner Bahn, ebenfalls Grenzanlage zur Zeit der Berliner Mauer, auf deren Gelände sich heute der Park auf dem Nordbahnhof befindet.
Die Bezirksverwaltung ordnet das Brunnenviertel der Bezirksregion Brunnenstraße Nord zu. Diese Bezirksregion (Nummer 32) umfasst zusätzlich weite Teile westlich des Humboldthains rund um die Gerichtsstraße und Hochstraße. Auf der Ebene der amtlichen Planungsräume besteht das Brunnenviertel aus Humboldthain Süd (01033202) und Brunnenstraße (01033201). Das Gebiet ist 250 Hektar groß.

## Bevölkerung
Laut Monitoring Soziale Stadtentwicklung mit Datenstand vom 31. Dezember 2018 leben im Brunnenviertel etwas mehr als 24.000 Einwohner. Das entspricht einer relativ hohen Bevölkerungsdichte von rund 9.600 Menschen pro Quadratkilometer. Etwa zwei Drittel der Bewohner haben Migrationshintergrund. Der Anteil der Menschen, die Transferleistungen beziehen, ist überdurchschnittlich hoch.
2016 bei der Wahl zum Abgeordnetenhaus gewann die SPD im Brunnenviertel 28 % der Stimmen; Linke, CDU und Grüne folgten mit jeweils rund 15 %. Bei der Wahl zum Deutschen Bundestag 2017 wählten 22 % der Wähler SPD, 20 % die Linken und 19 % die CDU. Bei der Europawahl 2019 kamen die Grünen auf 28 %, die SPD auf 17 % und die Linke auf 13 %.

## Geschichte

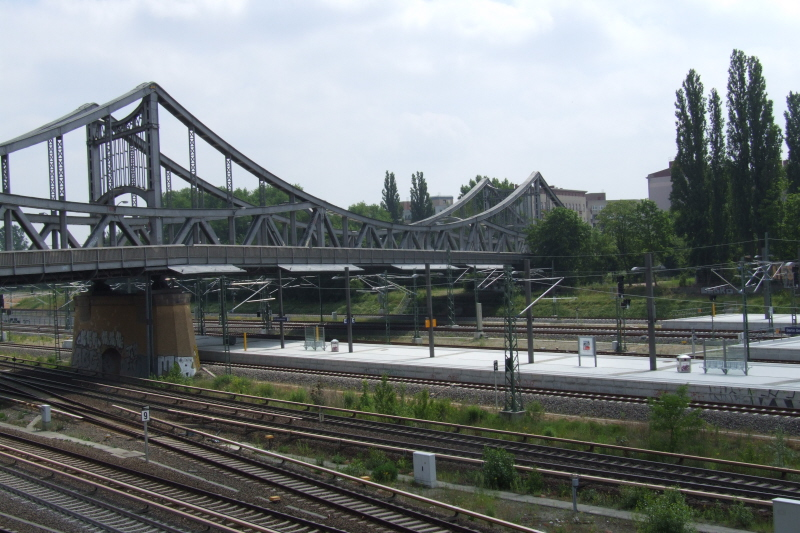
Swinemünder Brücke

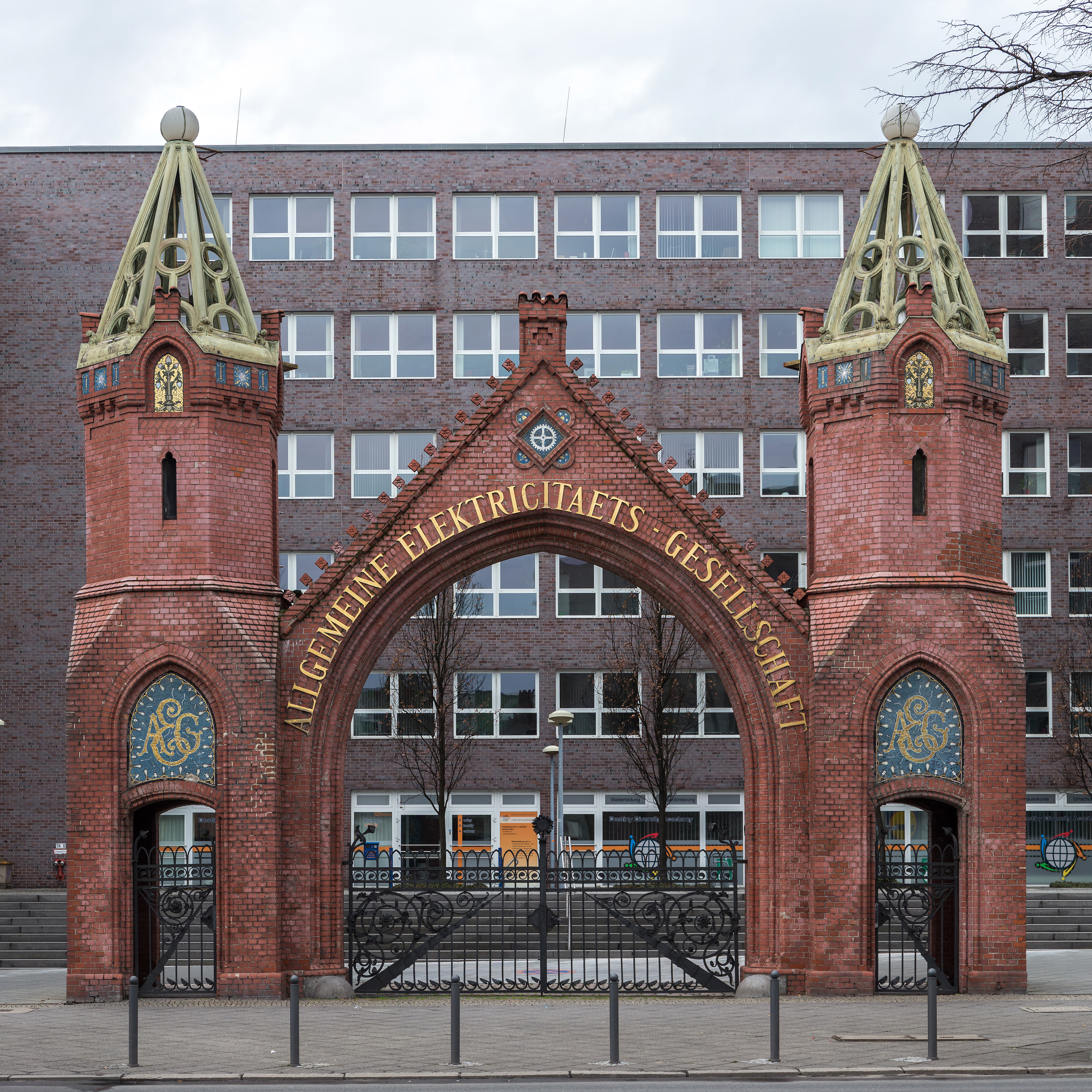
Beamtentor am teilweise neu bebauten AEG-Gelände

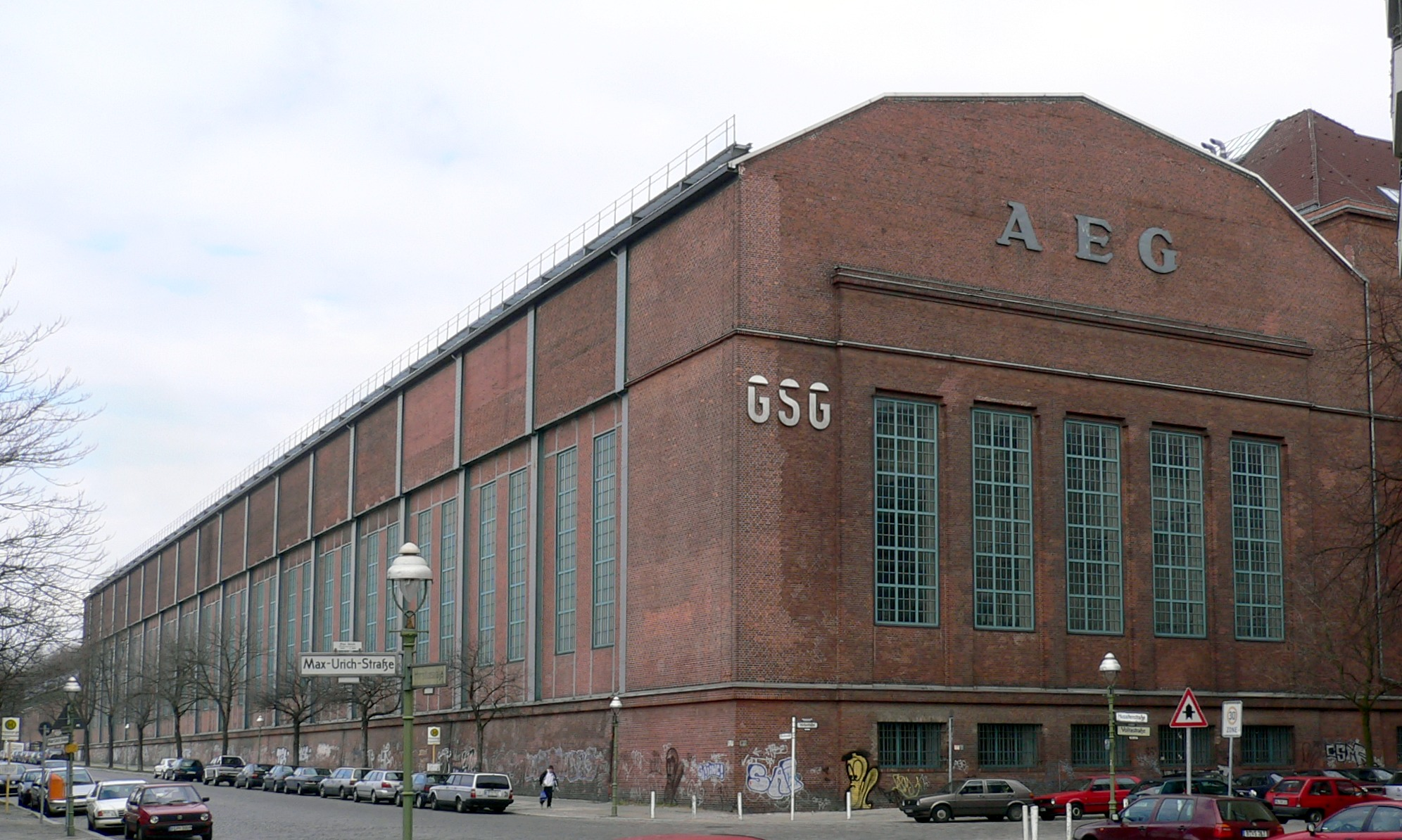
Ehemalige Montagehalle der AEG an der Ecke Volta-/Hussitenstraße

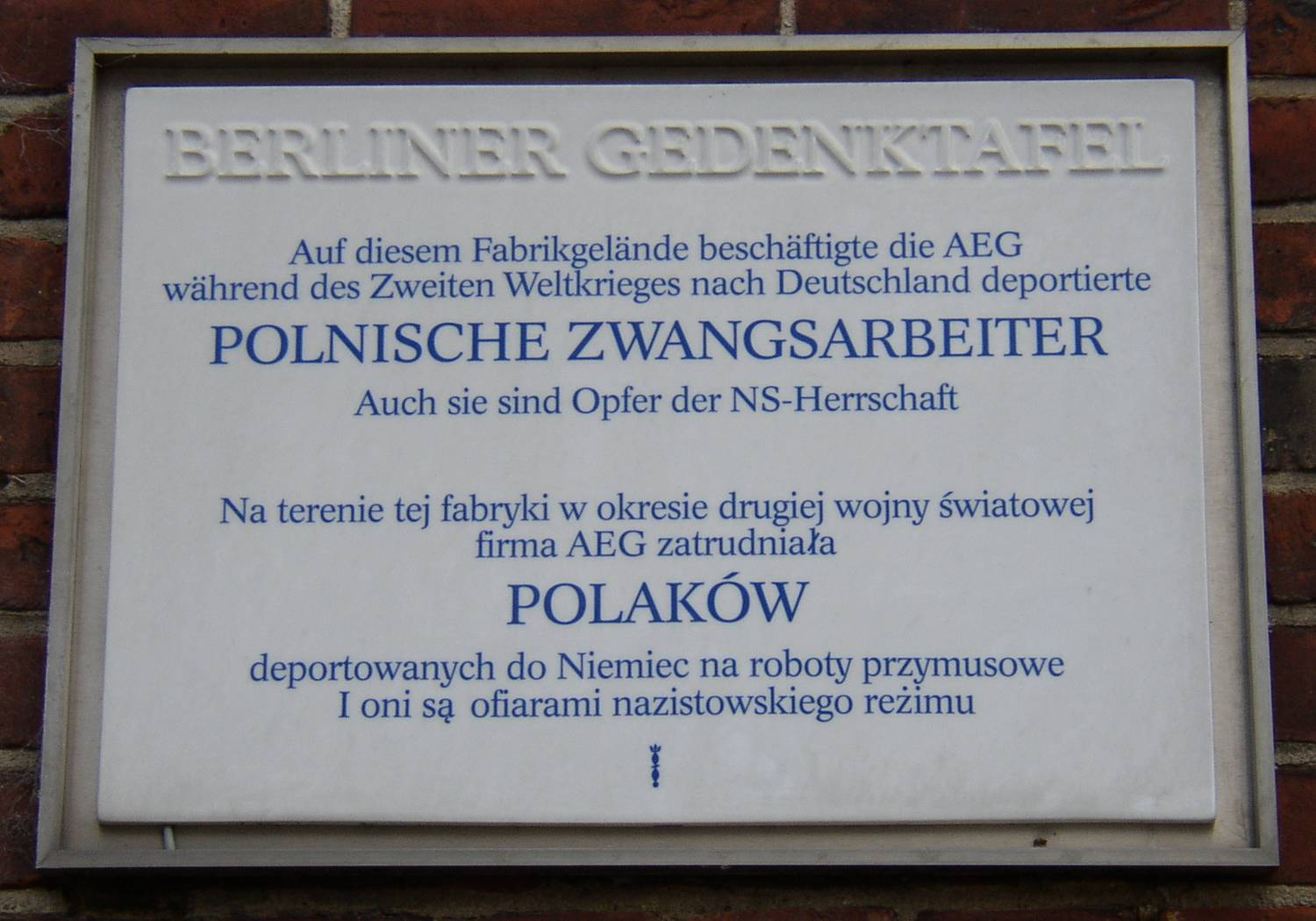
Berliner Gedenktafel für polnische Zwangsarbeiter

Das Gebiet des heutigen Brunnenviertels wurde bis ins 19. Jahrhundert landwirtschaftlich genutzt. Heute wahrnehmbarer Beleg dafür sind Straßennamen wie Acker- und Gartenstraße. Auch der außerhalb der Stadt gelegene Richtplatz mit dem Galgen befand sich dort – er wurde zuletzt im Jahr 1837 genutzt.
Mit der industriellen Entwicklung musste preiswerter Wohnraum für die Industriearbeiter geschaffen werden. (AEG siedelte sich an der Brunnenstraße an, in der Liesenstraße entstand mit der Eisengießerei und Maschinen-Fabrik von L. Schwartzkopff ein Zentrum des Lokomotivbaus). Die Quartiere hatten einen sehr einfachen Standard, es gab kein Bad und die Toilette befand sich auf halber Treppe. Ein herausragendes Beispiel für die Wohnverhältnisse in diesem sozial sehr schwierigem Viertel war bis zum Abriss im Jahr 1972 „Meyers Hof“ in der Ackerstraße 132/133, eine Mietskaserne mit sechs Hinterhöfen.
Der Berliner Senat erklärte schließlich in den 1960er Jahren das Brunnenviertel zum Sanierungsgebiet und ließ großzügige Neubauten mit Fahrstuhl, Essecken und großen Balkons errichten. Die ehemaligen Bewohner wurden teilweise ins Märkische Viertel umgesetzt. Die Neuordnung des Viertels fand ein geteiltes Echo: Die neuen Bewohner waren zufrieden, endlich mit ihren Kindern in geräumige Wohnungen mit viel Grün auf den Höfen zu ziehen, viele junge Leute protestierten, weil ihnen der alte Wohnungsbestand billigen Wohnraum und damit Unabhängigkeit geboten hatte. Später veränderte sich die Bewohnerstruktur wieder durch den Zuzug von Migranten.
Seit 1999 gibt es ein Quartiersmanagement, das mit Bewohnern Ideen für die Entwicklung des Viertels erarbeitet. Im Rahmen dieser Arbeit wurde nach Umfragen unter den Bewohnern der Name ‚Brunnenviertel‘ für das bis dahin nicht explizit benannte Gebiet ausgewählt. Seine Akzeptanz spiegelt sich in der verbreiteten Annahme wider, dass das Viertel schon immer so geheißen habe.

## Sehenswürdigkeiten
- Beispiele für Industriearchitektur sind die alten Fabrikgebäude der Firmen Siemens und AEG, die heute dem Technologie und Innovationspark als Büro- und Gewerberäume dienen. Neben anderen haben sich hier die Deutsche Welle und Fachbereiche der Technischen Universität niedergelassen. Über der Kreuzung Liesen-/Garten-/Acker-/Schering- und Gerichtsstraße ist die alte Eisenbahnbrücke aus Stahlfachwerk zu besichtigen, über die die fertiggestellten Lokomotiven die Fabrik verließen. Ebenfalls sehenswert ist der denkmalgeschützte Gleimtunnel.
- Als Kirchen sind St. Sebastian als drittgrößtes Gotteshaus von Berlin und die Friedenskirche Zum Heiligen Sava erwähnenswert.
- Im Verlauf der Bernauer Straße befindet sich auf dem ehemaligen Grenzstreifen zwischen Brunnenstraße und Gartenstraße das Gedenkstättenensemble Berliner Mauer.
- Die drei hauptsächlich genutzten Grünanlagen in diesem Bereich sind der 1869 errichtete Volkspark Humboldthain im Norden zwischen der Gustav-Meyer-Allee, der Brunnenstraße und der Bahntrasse, der seit 1992 errichtete Mauerpark, der auf den ehemaligen Bahnanlagen der Nordbahn und dem Grenzstreifen der Berliner Mauer angelegt wurde sowie der 2009 eröffnete Park auf dem Nordbahnhof.